# Telingana decipiens
Telingana decipiens är en insektsart som beskrevs av Kirby 1891. Telingana decipiens ingår i släktet Telingana och familjen hornstritar. Inga underarter finns listade i Catalogue of Life.